# Простов-Покровский, Александр Евгеньевич

Простов-Покровский в 2016 г.

Александр Евгеньевич Простов-Покровский (род. 9 марта 1951, Казань, СССР) — российский живописец, график, сценограф, художник-постановщик. Представитель интеллектуального реализма, автор более тридцати персональных выставок в России и за рубежом. Лауреат Кубка Сальвадора Дали и Золотой медали Европейского круга Франца Кафки.

## Биография
Родился в семье театральных деятелей: отец, Евгений Александрович, был главным режиссёром Качаловского театра, мать, Нина Ивановна Юдина, — актрисой того же театра. С ранних лет рос в атмосфере искусства и сцены.
После службы в армии работал в Казанском авиационном институте, где познакомился с художниками и начал занятия в студии при художественном фонде.
Он продолжил образование на художественно-графическом факультете педагогического института в Чебоксарах. Среди его наставников были профессор Николай Васильевич Овчинников и преподаватель Равель Федорович Фёдоров.
В начале 1980-х годов начал сотрудничать с московским журналом «Знание — сила». В 1982 году, получив путёвку в Болгарию, оказался в Несебре — старинном городе на берегу Чёрного моря, где погрузился в интернациональную художественную среду. С этого времени он шесть лет жил и работал в Болгарии.
В 1990-е годы активно путешествовал по Европе, работая в Ирландии, Великобритании и Германии. Особенно большое влияние на его творчество оказала Ирландия, с её мистической природой и культурной аутентичностью. В Германии художник познакомился с особенностями культурной жизни и системой поддержки искусства.
Окончательное возвращение в Россию произошло в начале 2000-х годов. Простов-Покровский отметил значительные изменения в художественной среде Казани, что способствовало его возвращению на родину.

## Творчество
Жживопись, сценография и художественные проекты мастера образуют самобытный и многослойный символический универсум, в котором эстетика, интеллектуальность и духовность объединяются в единое целое. Творчество Александра Простова-Покровского отличается сочетанием различных философских, культурных и религиозных пластов. Сам художник определяет своё направление как "интеллектуальный реализм", подчеркивая важность внутреннего осмысления реальности. Интеллектуальный реализм - взгляд художника на актуальные проблемы современности через классические образы и многоплановую символику. Это направление базируется на глубоком осмыслении реальности и её интерпретации через призму философского и эмоционального восприятия вечных тем: проблемы жизни, смерти, смысла бытия, размышлений о духовной эволюции человечества.
Творчество А.Е.Простова-Покровского представляет собой синтез нескольких направлений:
- Метафизический реализм в его картинах подчеркивает философскую глубину и символику. Пространства, наполненные архитектурными структурами, кажутся застывшими во времени. Они напоминают сцены из снов или философские декорации, где каждый элемент несёт символическое значение. Процессии, ритуалы, фигуры, фантастические персонажи — все это намекает на вечные темы человеческого пути, судьбы, труда.

- Магический реализм создаёт образ интуитивно знакомого, но неузнаваемого мира. Термин, введённый в 1930-е гг. Францем Рохом, подразумевает пейзажные ландшафты, предельную детализацию, узнаваемые приметы повседневности и, зачастую, экспрессивно-гротескные образы персонажей. Герои картин выполняют кажущиеся привычными действия, но их окружение и детали контекста делают сцену таинственной и загадочной.

- Сюрреализм добавляет сновидческую иррациональность, усиливает элементы абсурда и алогичности. Образы вызывают чувство нереальности, сюжеты нарушает законы физики и логики.

Однако этот сложный синтез течений парадоксальным образом уживается у Простова-Покровского с глубоким уважением и творческим переосмыслением манеры старых нидерландских мастеров XV-XVI веков. Применение лессировочной техники, придающей цвету глубину и внутреннее свечение, светотеневая моделировка, а также характерная цветовая гамма, отсылают нас к наследию Иеронима Босха, Питера Брейгеля Старшего или Иоахима Патинира. Подобно этим мастерам, Простов-Покровский часто создает многофигурные композиции, используя высокую точку зрения («взгляд сверху»), что позволяет ему разворачивать перед зрителем эпические панорамы, полные символических деталей и сложных нарративов. Особо следует отметить сочетание монументальности замысла с камерностью формата большинства его полотен (часто 20х30 или 30х40 см), где ювелирная проработка мельчайших деталей требует от зрителя пристального внимания.
        Ещё одной важнейшей особенностью творчества Александра Простова-Покровского является создание им сложного символического универсума. Художник выстраивает свои миры на основе продуманной системы образов, где символы выступают ключевыми элементами, несущими глубокую смысловую нагрузку. В его работах можно проследить повторяющиеся архетипические и культурные символы: образ башни (как символ человеческой гордыни, амбиций, власти, но и их тщетности, отсылая к Вавилонской башне или башне Татлина); христианские символы рыбы и креста, переосмысленные в контексте современных реалий; мотив лабиринта и шахматного поля, символизирующие запутанность жизненного пути, испытания, а также вечное противостояние добра и зла, порядка и хаоса. Особого внимания заслуживает изображение фигуры Христа в его полотнах. Как правило, он предстает в белых одеждах, с характерными рыжеватыми волосами и, что примечательно, чаще всего спиной к зрителю.
В творчестве А.Е.Простова-Покровского можно выделить несколько сквозных тем. Одной из них является тема совершенства и гармонии природы, которая часто изображается величественной и прекрасной, и эту первозданную идиллию неизменно нарушает только человек со своими пороками и деструктивной деятельностью. Тесно связана с этим и тема «дурака» или ведомого глупца – персонажа, который причиняет вред не по злому умыслу, а по неведению, не осознавая последствий своих поступков. Эта тема перерастает в более глобальное осмысление духовной и нравственной деградации человечества, «войны всех против всех», что придает многим его работам оттенок глубокого разочарования в «проекте» под названием «человек».
        Его живопись, несмотря на фантастичность образов, остаётся глубоко человечной — в ней звучат темы любви, одиночества, поиска и веры.
А.Е.Простов-Покровский оформил  спектакли в Качаловском театре (Казань):
- «О любви и печали» Л.А. Жуховицкий. Режиссёр Г.Н.Прытков. Премьера: 28.01.1982
- «Татуированная роза» Т. Уильямс Режиссёр С.Е. Ярмолинец. Премьера: 26.03.1983
- «Любимец публики» С. Полякофф Режиссео И.Д.Шуб. Премьера: 21.03.1987

Также сотрудничал с татарским режиссёром Салаватом Юзеевым, работая над короткометражными фильмами и полнометражной картиной «Курбан-роман» (2014) в качестве художника-постановщика.
        Творчество Александра Евгеньевича Простова-Покровского — это важное художественное явление постсоветского пространства. Его работы являются не только результатом глубокого осмысления традиций и современности, но и личным высказыванием, в котором художник соединяет философию, театральность и визуальность.

## Выставки и признание
В разных странах, включая:
Германию, Ирландию, Мальту, Чехию, Словакию, Болгарию, Турцию, Сербию, Россию.
Его работы находятся в собраниях:
Музея современного искусства в Дублине (Ирландия)
- «Ориджин галери» в Дублине

- Шпренгель-музея в Ганновере (Германия)

- Академии искусств им. Масарика в Праге (Чехия)

## Награды
- Кубок Сальвадора Дали

- Золотая медаль Европейского круга Франца Кафки

- Медаль «В память 1000-летия Казани»

## Отзывы
Он избегает концептуального сюрреализма, предпочитая удивление перед реальностью как двигатель творческой мысли. Его картины являются одновременно мгновенным всплеском идеи и долгой работой над её воплощением. Черемных Е. «Александр Простов-Покровский: «Для меня шведский стол – метафора тотального предательства»» // Бизнес Online. 17.04.2016
Простов-Покровский считает, что ключевую роль в искусстве играет не техника, а глубина чувств и внутренний опыт художника.Тарлецкая А. ««Казанский Брейгель» рассказал, как спасти общество от интеллектуальной гибели» // Реальное время. 14.03.2021
Особое внимание художник уделяет театральности образов, рассматривая каждую картину как отдельный театр, требующий «багажа» для восприятия. Черемных Е. «Александр Простов-Покровский: «Для меня шведский стол – метафора тотального предательства»» // Бизнес Online. 17.04.2016
Художник избегает создания портретов без внутренней связи с моделью, считая портрет «самой сложной и серьёзной работой». https://tatcenter.ru/rubrics/lyudi-nashej-respubliki/kazanskij-evropeets-aleksandr-prostov-pokrovskij/#header